# Tibor Navracsics
Tibor Navracsics (Veszprém, 13 de juny de 1966) és un polític hongarès, membre del Fidesz – Unió Cívica Hongaresa (Fidesz-MPSz), i des del 2014 comissari europeu d'Educació, Cultura, Joventut i Esport.

## Biografia
Diplomat en Dret i Ciències Polítiques per la Universitat Eötvös Loránd de Budapest el 1990 ha estat professor a diverses universitats hongareses. Després de ser elegit diputat del partit governamental Fidesz-MPSz el 1998, va ser nomenat cap de gabinet de Viktor Orbán, i president de Fidesz – Unió Cívica Hongaresa el 2003, i el 2006, fou elegit membre de l'Assemblea Nacional d'Hongria, i president del grup parlamentari, càrrec que va ocupar entre els anys 2006 i 2010.
El 29 de maig de 2010, va ser nomenat viceprimer ministre i ministre d'Administracions Públiques i Justícia al govern d'Orbán. En aquest càrrec, va tenir problemes amb la Comissió Europea per l'aprovació d'algunes lleis que es van considerar com «atacs a la democràcia» per detractors interns i externs, com la polèmica «llei mordassa» en 2012.
Després de ser nomenat comissari europeu pel govern hongarès i el president de la Comissió de Jean-Claude Juncker el 10 de setembre de 2014 el càrrec de comissari europeu d'Educació, Cultura, Joventut i Ciutadania, és rebutjat per la Comissió de Cultura i Educació del Parlament europeu. El 22 d'octubre, després de la qüestió de confiança del col·legi de comissaris, passa a ocupar l'1 de novembre la cartera d'Educació, Cultura, Joventut i Esport, és a dir, sense la competència de ciutadania, que va passar al comissari grec Dimitris Avramópulos.